# 고마쓰촌 (이바라키현)
고마쓰촌(小松村)은 이바라키현 히가시이바라키군에 일찍이 존재했던 촌이다.

## 지리
- 현재의 시로사토정의 동부, 구 조호쿠정의 남동부에 위치한다.
- 야미조 산지에 위치해, 촌의 대부분은 산이 많은 지형이다.

## 역사
- 1889년 4월 1일 - 정촌제 시행에 의해 히가시이바라키군 고마쓰촌이 성립하였다.
- 1955년 2월 11일 - 이시즈카정, 사이고촌과 합병해 조호쿠정이 성립하여, 고마쓰촌은 소멸하였다.

## 인구
| 1889년 | 1,958 |
| 1891년 | 1,978 |
| 1920년 | 2,164 |
| 1935년 | 2,262 |
| 1950년 | 2,857 |

## 참고문헌
- 常北町史編さん委員会編 『常北町史』、常北町、1988年
- 角川日本地名大辞典編纂委員会『가도카와 일본 지명 대사전 8 茨城県』、가도카와 쇼텐、1983年 ISBN 4-04-001080-9